# Hutnik Kraków

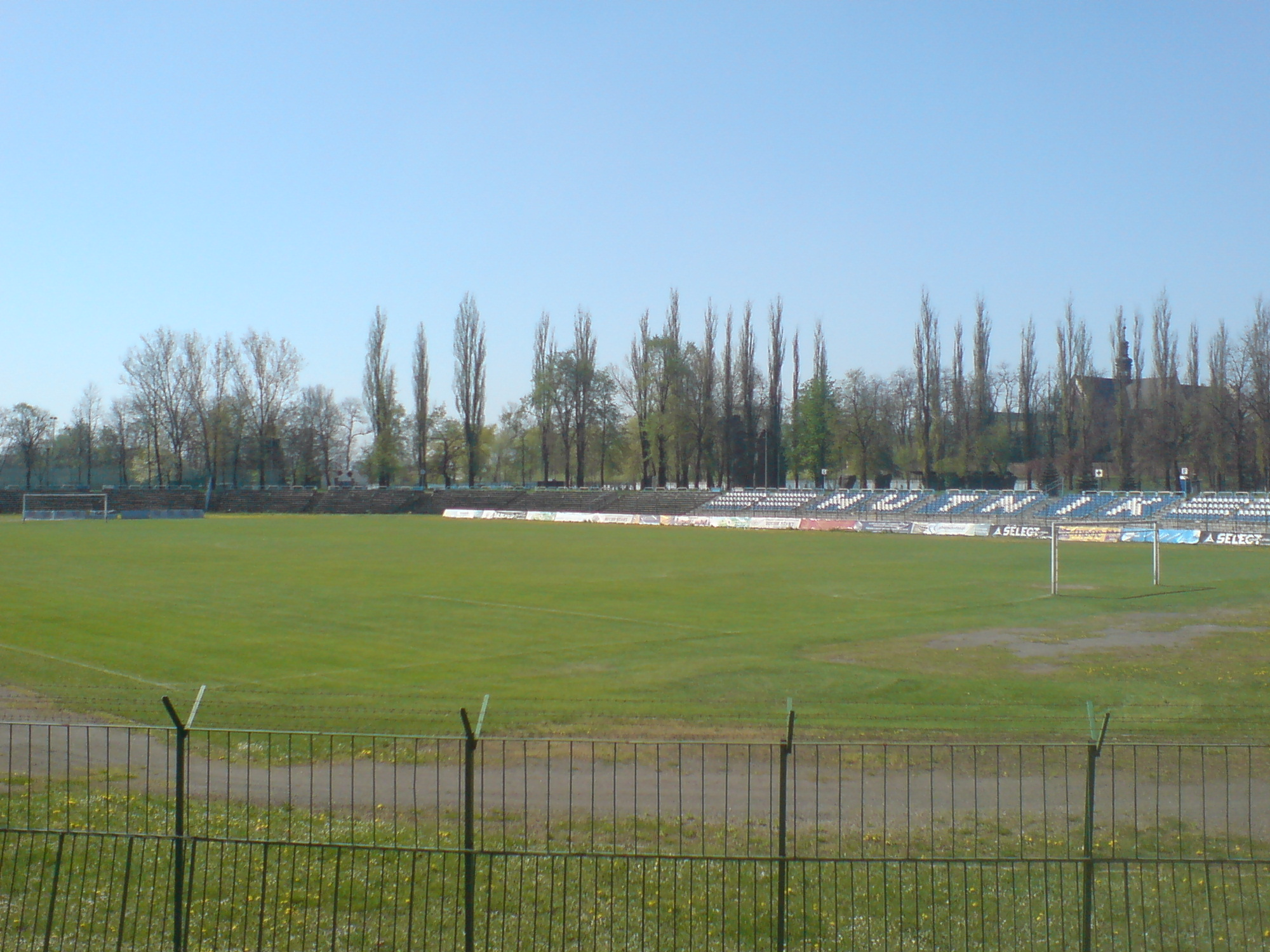
Stadion Suche Stawy

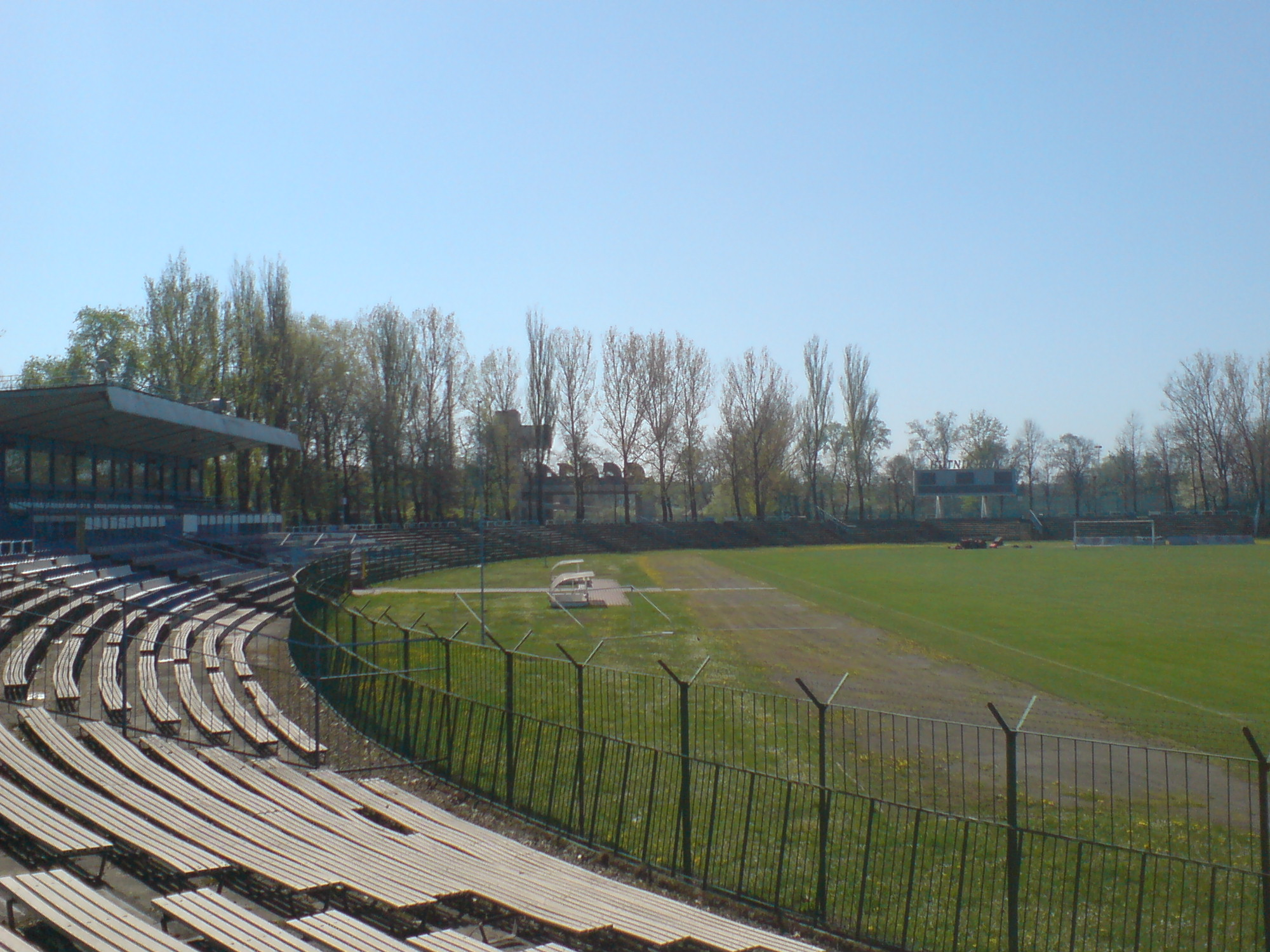
Stadion Suche Stawy

Hutnik Kraków, Hutnik Nowa Huta, Stowarzyszenie Nowy Hutnik 2010 – polski wielosekcyjny klub sportowy (piłka nożna, koszykówka, siatkówka, piłka ręczna, boks, lekkoatletyka, motory, tenis stołowy, szachy, łyżwiarstwo figurowe, brydż, kolarstwo, zapasy i podnoszenie ciężarów, kajakarstwo, narciarstwo), założony 21 marca 1950 w Krakowie (w Nowej Hucie).

## Historia
Sekcja piłki nożnej powstała wraz z powstaniem Koła Sportowego „Stal” przy PPW Nowa Huta. Drużyna została zgłoszona do rozgrywek o mistrzostwo Krakowskiego Okręgowego Związku Piłki Nożnej, a także Pucharu Polski pod nazwą Stal Nowa Huta.
W 1952 na stadionie Cracovii drużyna rozegrała swój pierwszy mecz ligowy (grano systemem wiosna-jesień) w II lidze w grupie D. Pierwszym przeciwnikiem był OWKS Lublin, Stal wygrała 2:1.
W 1956 roku zmieniono nazwę „Stal” na „Hutnik” Nowa Huta. Pierwszy mecz pod nowym szyldem Hutnik rozegrał w sezonie 1957 w lidze okręgowej z Okocimskim w Brzesku, wygrywając 1:0.
Od czerwca lub lipca 1973 roku ówczesna prasa opisywała klub jako „Hutnik Kraków” (identyczna sytuacja miała miejsce w sezonie 2010/2011, kiedy zespół zgłoszono do rozgrywek pod nazwą „Hutnik Nowa Huta”, a mimo to wiele gazet, jak i portali internetowych, tytułowało klub „Hutnik Kraków”).
Nazwa „KS Hutnik Kraków” zaczęła obowiązywać od walnego zgromadzenia w 1984 roku, które przyjęło nowy statut i zmieniło nazwę.
W roku 1985 juniorzy Hutnika zdobyli mistrzostwo Polski pokonując w finałowym turnieju drużynę juniorów Górnika Zabrze. Sukces ten powtórzyli w latach 1993 oraz 1994.

### Hutnik w ekstraklasie
W 1990 roku pod wodzą Władysława Łacha drużyna awansowała z pierwszego miejsca do ekstraklasy. Swój pierwszy mecz w 1 lidze Hutnik rozegrał 28 lipca 1990 ze Stalą Mielec remisując 2:2 w Krakowie, a pierwszą historyczną bramkę w 62 minucie zdobył Mirosław Waligóra.
W sezonie 1995/96 Hutnik zdobył brązowy medal mistrzostw Polski i awansował do Pucharu UEFA.
Drużyna utrzymała się w ekstraklasie 7 sezonów, gdzie rozegrała 234 mecze, z których 75 wygrała, 78 przegrała, i zremisowała 81 strzelając 299 goli, a tracąc 284.
W tabeli wszech czasów Ekstraklasy w piłce nożnej Hutnik zajmuje 38. miejsce.

### Wiek XXI
Juniorzy starsi Hutnika awansowali do mistrzostw Polski juniorów w roku 2009, gdzie w I rundzie zostali wyeliminowani przez drużynę Pogoni Szczecin.
W 2009 roku z okazji jubileuszu 60-lecia Nowej Huty Hutnik rozegrał mecz z najstarszą drużyną świata Sheffield F.C. Nowohucianie zwyciężyli 3:1.
W 2010 roku Sportowa Spółka Akcyjna Hutnik Kraków zadłużyła się na blisko 6 milionów złotych co spowodowało jej upadłość. W kwietniu tego samego roku powstało Stowarzyszenie Nowy Hutnik 2010 prowadzone w pełni przez sympatyków Hutnika. Jego celem było kontynuowanie tradycji KS Hutnik. Z okazji 60-lecia klubu rozegrany został mecz z niemiecką drużyną 1. FC Magdeburg (krakowianie przegrali 0:2). Decydujące było jednak to, iż był to pierwszy w historii mecz międzynarodowy zorganizowany tylko i wyłącznie przez kibiców. Sukces organizacyjny, jak i upór fanów z Nowej Huty sprawił, że Małopolski Związek Piłki Nożnej przyznał Nowemu Hutnikowi 2010 licencję do gry w IV lidze. Zespół piłki nożnej występuje pod nową nazwą „Hutnik Nowa Huta” i jest prowadzony przez kibiców.
W 2011 roku reaktywowana został sekcja siatkówki na bazie Uczniowskiego Klubu Sportowego Dobry Wynik. Drużyna siatkarska Hutnika Kraków rozpoczęła rozgrywki w III lidze małopolskiej (czwartej z kolei klasie rozgrywkowej) pod nazwą Hutnik Dobry Wynik Kraków.
W sezonie 2011/2012 Hutnik Nowa Huta występował w IV lidze małopolskiej (zachód) – rozgrywki wygrał i awansował do III ligi grupy VII małopolsko-świętokrzyskiej. Z powodu remontu prowadzonego na stadionie na Suchych Stawach, na wiosnę 2012 swoje mecze rozgrywał na stadionie Grębałowianki. Remont ten miał miejsce z myślą o zbliżających się rozgrywkach Euro 2012. Reprezentacja Anglii wybrała bowiem Suche Stawy jako swoją bazę treningową.
Jesienią 2012 piłkarze powrócili na Stadion Suche Stawy. Przez 4 sezony występowali w III lidze, by w sezonie 2015/16, pomimo zajęcia 10 miejsca, w wyniku reorganizacji III ligi spaść z niej. W sezonie 2017/2018 wywalczyli ponownie awans na czwarty poziom rozgrywek i w sezonie 2019/2020 występowali w III lidze gr. IV.
W sezonie 2019/20, przerwanym przez pandemię COVID-19, drużyna zajęła 2. miejsce. 20 maja 2020 roku komisja ds. nagłych PZPN przyznała awans Hutnikowi do II ligi.
W sezonie 2021/2022 Hutnik zajął 15. miejsce w tabeli II ligi. Utrzymał się jednak w lidze ze względu na wycofanie się Wigier Suwałki z rozgrywek II ligi po sezonie 2021/22.

## Sukcesy
- Brązowy medal Mistrzostw Polski: 1996
- 1/2 finału Pucharu Polski: 1990
- MP juniorów U-19 (3 razy): 1985, 1993, 1994
- MP juniorów U-17: 1997

## Sezony w rozgrywkach w piłce nożnej (stan na koniec sezonu 2021/2022)
Najwyższy poziom (Ekstraklasa):

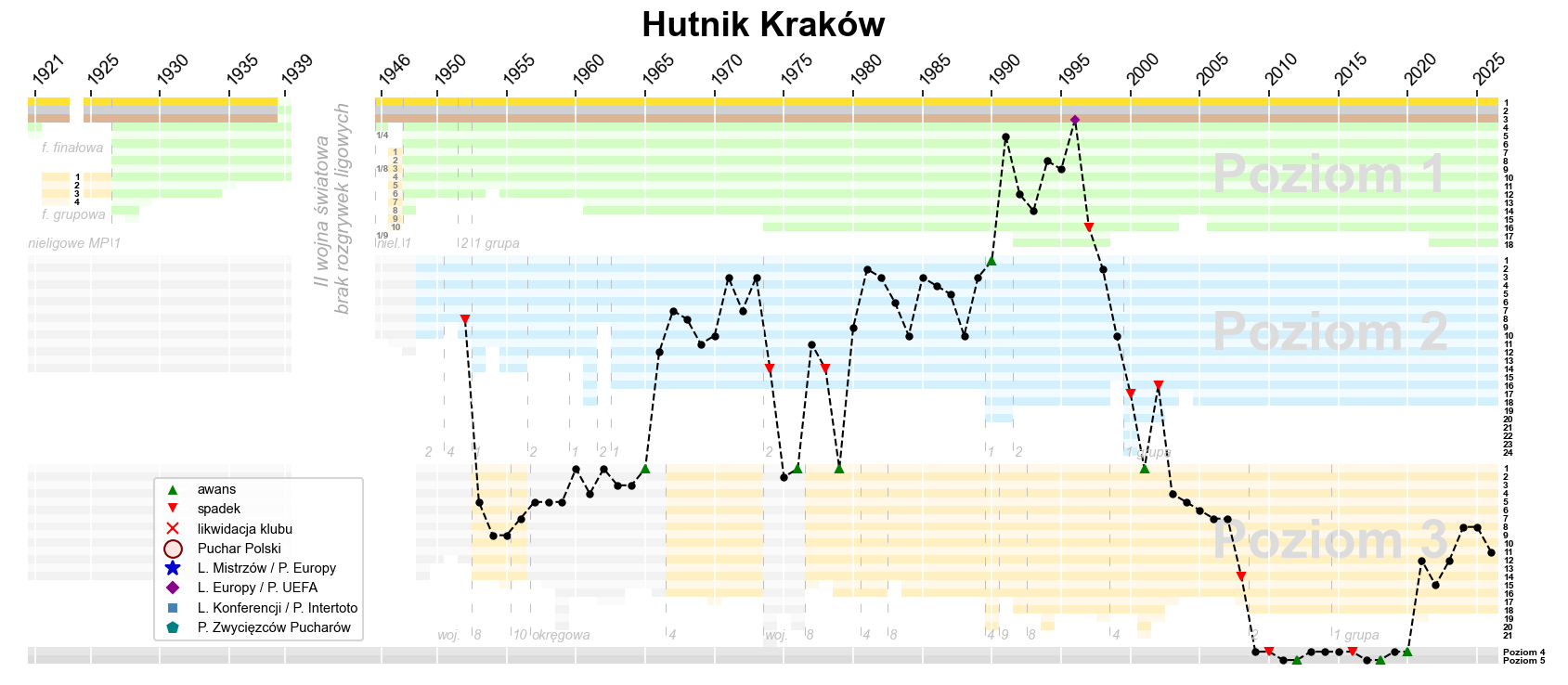
Historia występów Hutnika Kraków w rozgrywkach ligowych

7 sezonów (lata 1990–1997) – 234 mecze, 254 punkty (75 zwycięstwa, 81 remisy, 78 porażki), bramki 299–284, co daje 38 miejsce w tabeli wszech czasów ekstraklasy.
Drugi poziom rozgrywek:
27 sezonów (lata 1952, 1965–74, 1976–78, 1979–90, 1997–2000, 2001–2002) – 832 mecze, 953 punkty (315 zwycięstw, 256 remisy, 261 porażki), bramki 1058–896, co daje 9 miejsce w tabeli wszech czasów I ligi
Trzeci poziom rozgrywek:
26 sezonów (lata 1953–65, 1974–76, 1978–79, 2000–01, 2002–08, 2020-)
Czwarty poziom rozgrywek:
8 sezonów (lata 2008–10, 2012–16, 2018-20)
Piąty poziom rozgrywek:
4 sezony (lata 2010–12, 2016–18) – 122 mecze, 272 punkty (85 zwycięstw, 16 remisów, 20 porażek) – bramki 337–130

## Europejskie puchary
Legenda do wszystkich tabel:
- Q – runda eliminacyjna, 1/16, 1/8, 1/4, 1/2 – odpowiednia faza rozgrywek, Grupa – runda grupowa, 1r gr – pierwsza runda grupowa, 2r gr – druga runda grupowa, F – finał, R – runda, PO – play-off
- k. – rzuty karne, los. – losowanie, Dogr. – dogrywka, w. – zasada bramek strzelonych na wyjeździe

| Sezon   | Rozgrywki   | Runda | Przeciwnik      | Dom | Wyjazd | Ogólnie |
| ------- | ----------- | ----- | --------------- | --- | ------ | ------- |
| 1996/97 | Puchar UEFA | 1Q    | Xəzri Buzovna   | 9–0 | 2–2    | 11–2    |
| 1996/97 | Puchar UEFA | 2Q    | Sigma Ołomuniec | 3–1 | 0–1    | 3–2     |
| 1996/97 | Puchar UEFA | 1R    | AS Monaco       | 0–1 | 1–3    | 1–4     |

## Zawodnicy
Najwybitniejsi wychowankowie klubu: Jan Karaś, Marek Koźminski, Zbigniew Płaszewski, Kazimierz Putek, Dariusz Romuzga, Łukasz Sosin, Mirosław Waligóra, Marcin Wasilewski, Michał Pazdan, Bartosz Kapustka
Reprezentanci Polski występujący w Hutniku: Waldemar Adamczyk, Tadeusz Błachno, Krzysztof Bukalski, Jacek Bobrowicz, Tomasz Hajto, Marcin Jałocha, Andrzej Jaskot, Arkadiusz Kaliszan, Jan Karaś, Jerzy Kasalik, Marek Koźmiński, Grzegorz Lewandowski, Piotr Madejski, Kazimierz Moskal, Marek Motyka, Wiesław Pajor, Michał Pazdan, Zbigniew Płaszewski, Łukasz Sosin, Józef Szewczyk, Marek Świerczewski, Marcin Wasilewski, Kazimierz Węgrzyn, Bogdan Zając, Marek Zając.
Trzech z nich reprezentowało Polskę grając w Hutniku: Kazimierz Węgrzyn, Krzysztof Bukalski, Waldemar Adamczyk.
Reprezentanci innych krajów grający w Hutniku: Andre Zakari Lambo (Niger), Moussa Yahaya (Niger).
Obcokrajowcy występujący w Hutniku: Egipt – Abdallah Ahmed Hafez, Brazylia - Elorhan Matheus Vital Gomes de Sena, Francja - Ilias El Bouh, Gruzja – Gela Gabisonia, Zaza Latsabidze, Lewan Tolordawa, Hiszpania – Javier Bernal Davó, Kamerun – David Dako Ndjina. Macedonia – Saszo Janew. Niger – Ide Barkire ''Bappa'', Abdul Garba ''Careca'', Andre Zakari Lambo, Moussa Yahaya. Nigeria – Chioma Chiemeze, Ifeanyi Chukwuka Nwachukwu, Ibrahim Sunday. Serbia – Goran Atanasković, Bronislaw Durić, Igor Kozoś. Stany Zjednoczone – Rafał Gil, Krzysztof Halupka, Phil Swenda. Ukraina – Wiktor Sydorenko, Siergej Szypowski.

## Wyniki meczów wPucharze UEFA 1996
- Hutnik Kraków –  Xəzri Buzovna Baku 9:0 (2:0)
- Xəzri Buzovna Baku –  Hutnik Kraków 2:2 (2:1)
- Sigma Ołomuniec –  Hutnik Kraków 1:0 (0:0)
- Hutnik Kraków –  Sigma Ołomuniec 3:1 (2:1)
- Hutnik Kraków –  AS Monaco 0:1 (0:0)
- AS Monaco –  Hutnik Kraków 3:1 (1:1)

## Statystyki

### Statystyki drużynowe
- Najwyższe zwycięstwa – dom: 29.10.2017 Hutnik – Sosnowianka Stanisław Dolny 17:0 (IV liga – piąta klasa rozgrywkowa), 29.08.1957 Hutnik – Sandecja 13:0 (liga okręgowa), 23.08.1964 Hutnik – Hutnik Trzebinia 12:1 (liga okręgowa), 27.06.1965 Hutnik – Pomorzanin Toruń 10:1 (baraż o II ligę), 11.07.1965 Hutnik – Gwardia Koszalin 9:0 (baraż o II ligę), 17.07.1996 Hutnik – Xəzri Buzovna Baku 9:0 (Puchar UEFA), 15.08.2009 Hutnik – Lubrzanka Kajetanów 9:0 (III liga - czwarta klasa rozgrywkowa)
- Najwyższe zwycięstwa – wyjazd: 31.05.2018 r. Sosnowianka Stanisław Dolny – Hutnik Kraków 0:13 (IV liga – piąta klasa rozgrywkowa)
- Najwyższe porażki – dom: 26.03.2016 Hutnik – Wisła II Kraków 1:6 (III liga – 4 klasa rozgrywkowa)
- Najwyższe porażki – wyjazd:14.11.1992 Lech Poznań – Hutnik 7:1 (I liga), 9.02.2008 Puszcza Niepołomice – Hutnik 6:0 (okręgowy Puchar Polski), 11.10.1967 Górnik Czerwionka – Hutnik 6:1 (okręgowy Puchar Polski), 20.09.1995 Legia Warszawa – Hutnik 6:1 (I liga)
- Najdłuższa seria meczów bez porażki: 19
- Najwyższe zwycięstwo w ekstraklasie: 13.05.1992 Hutnik – Pegrotour (Igloopol) Dębica 6:0
- Najwyższa porażka w ekstraklasie: 14.11.1992 Lech Poznań – Hutnik 7:1

### Statystyki indywidualne
Stan zaktualizowany na dzień 08.07.2024
| Najwięcej występów w Hutniku | Najwięcej występów w Hutniku | Najwięcej występów w Hutniku | Najwięcej występów w Hutniku |
| Lp.                          | Zawodnik                     | Mecze                        | Lata występów                |
| 1.                           | Krzysztof Świątek            | 472                          | 2005–09, 2012–24             |
| 2.                           | Leszek Walankiewicz          | 463                          | 1979–96                      |
| 3.                           | Zdzisław Kowalczyk           | 329                          | 1960–74                      |
| 4.                           | Stanisław Kruszec            | 273                          | 1973–85                      |
| 5.                           | Antoni Kot                   | 268                          | 1976–89                      |
| 6.                           | Jerzy Kowalik                | 260                          | 1987–96                      |
| 7.                           | Jerzy Ankus                  | 251                          | 1958–59, 1966–74             |
| 8.                           | Krzysztof Bukalski           | 243                          | 1987–96                      |
| 8.                           | Jerzy Król                   | 243                          | 1956–57, 1960–68             |
| 10.                          | Jan Stokłosa                 | 238                          | 1973–82                      |
| 11.                          | Leszek Kraczkiewicz          | 236                          | 1985–94                      |
| ---------------------------- | ---------------------------- | ---------------------------- | ---------------------------- |

| Najwięcej bramek w Hutniku | Najwięcej bramek w Hutniku | Najwięcej bramek w Hutniku | Najwięcej bramek w Hutniku |
| Lp.                        | Zawodnik                   | Bramki                     | Lata występów              |
| 1.                         | Krzysztof Świątek          | 162                        | 2005–09, 2012–24           |
| 2.                         | Edward Gajewski            | 105                        | 1963–71                    |
| 3.                         | Mirosław Waligóra          | 83                         | 1987–94                    |
| 4.                         | Michał Guja                | 79                         | 2011–14, 2015–18           |
| 5.                         | Zdzisław Droździok         | 71                         | 1963–70                    |
| 6.                         | Jan Stokłosa               | 68                         | 1973–82                    |
| 7.                         | Stefan Krupa               | 67                         | 1958–65                    |
| 8.                         | Kamil Sobala               | 63                         | 2017–21                    |
| 9.                         | Jerzy Szydło               | 61                         | 1955–57, 1959–65           |
| 10.                        | Zenon Baran                | 56                         | 1952–53, 1958–63           |
| 10.                        | Andrzej Sermak             | 56                         | 1988–94                    |
| -------------------------- | -------------------------- | -------------------------- | -------------------------- |

- Najwięcej bramek dla Hutnika w jednym meczu: Krzysztof Świątek – 6 (29.10.2017, Hutnik – Sosnowianka Stanisław Dolny 17:0), Stefan Krupa – 5 (04.10.1956, Hutnik – Wawel I B 6:1)
- Najszybciej uzyskany hattrick: Łukasz Sosin – 7 minut (22.05.1999, Avia – Hutnik 1:5)
- Najwięcej hattricków w jednym meczu: 3 – Krzysztof Świątek, Kamil Sobala, Michał Guja (29.10.2017, Hutnik – Sosnowianka Stanisław Dolny 17:0)
- Najwięcej hattricków w Hutniku: Edward Gajewski – 8 (w latach 1963–71)
- Najmłodszy zawodnik w ekstraklasie: Marcin Latos – 16 lat 3 dni
- Najmłodszy strzelec gola w ekstraklasie: Michał Stolarz – 17 lat 120 dni
- Najwięcej meczów w ekstraklasie: Leszek Walankiewicz – 206
- Najwięcej bramek w ekstraklasie: Mirosław Waligóra – 61
- W barwach Hutnika w ekstraklasie wystąpiło łącznie 56 piłkarzy, prowadzonych przez 6 trenerów
- W barwach Hutnika w ekstraklasie bramki zdobyło 34 piłkarzy

## Ciekawostki
- Dwóch wychowanków Hutnika zdobyło wicemistrzostwo olimpijskie – Marek Koźmiński i Mirosław Waligóra (Barcelona 1992)
- Trzech wychowanków Hutnika wystąpiło w finałach Mistrzostw Świata – Jan Karaś (Meksyk 1986), Marek Koźmiński (Korea i Japonia 2002), Michał Pazdan (Rosja 2018)
- Jeden wychowanek Hutnika wystąpił w finałach Mistrzostw Europy – Michał Pazdan (Francja 2016). Ponadto był w kadrze na Euro 2008 (nie zagrał ani minuty)